# Röd jättekänguru
Röd jättekänguru (Macropus rufus) är den största arten i familjen kängurudjur. Det är även det största nu levande pungdjuret.

## Kännetecken
Djuret har robusta bakre extremiteter och en kraftig svans som kan hålla hela djurets vikt. Svansen är nästan lika lång som övriga kroppen och används som stöd eller för att hålla balansen vid stora hopp. De främre extremiteterna är jämförelsevis små. Nosen är långsträckt och öronen är långa. Den korta och grova pälsen är hos hannar rödbrun och hos de flesta honorna blågrå. Hos vissa individer är färgsättningen tvärtom.
Röd jättekänguru når en kroppslängd mellan 0,8 och 1,6 meter och därtill kommer en 0,7 till 1,2 meter lång svans. När djuret står har den en höjd upp till 1,8 meter. Hannar är betydligt större än honor. De når en vikt omkring 55 kilogram (i undantagsfall upp till 90 kg) medan honor bara väger upp till 30 kilogram.

## Utbredning och habitat
Arten lever i torra och halvtorra regioner i hela Australien med undantag av kustlinjerna och kontinentens sydvästra del. Habitatet utgörs av halvöknar, stäpper och buskland. Vanligen vistas de inte i områden som helt saknar träd då de behöver träden för att gömma sig och för skuggans skull.

## Levnadssätt

### Socialt beteende

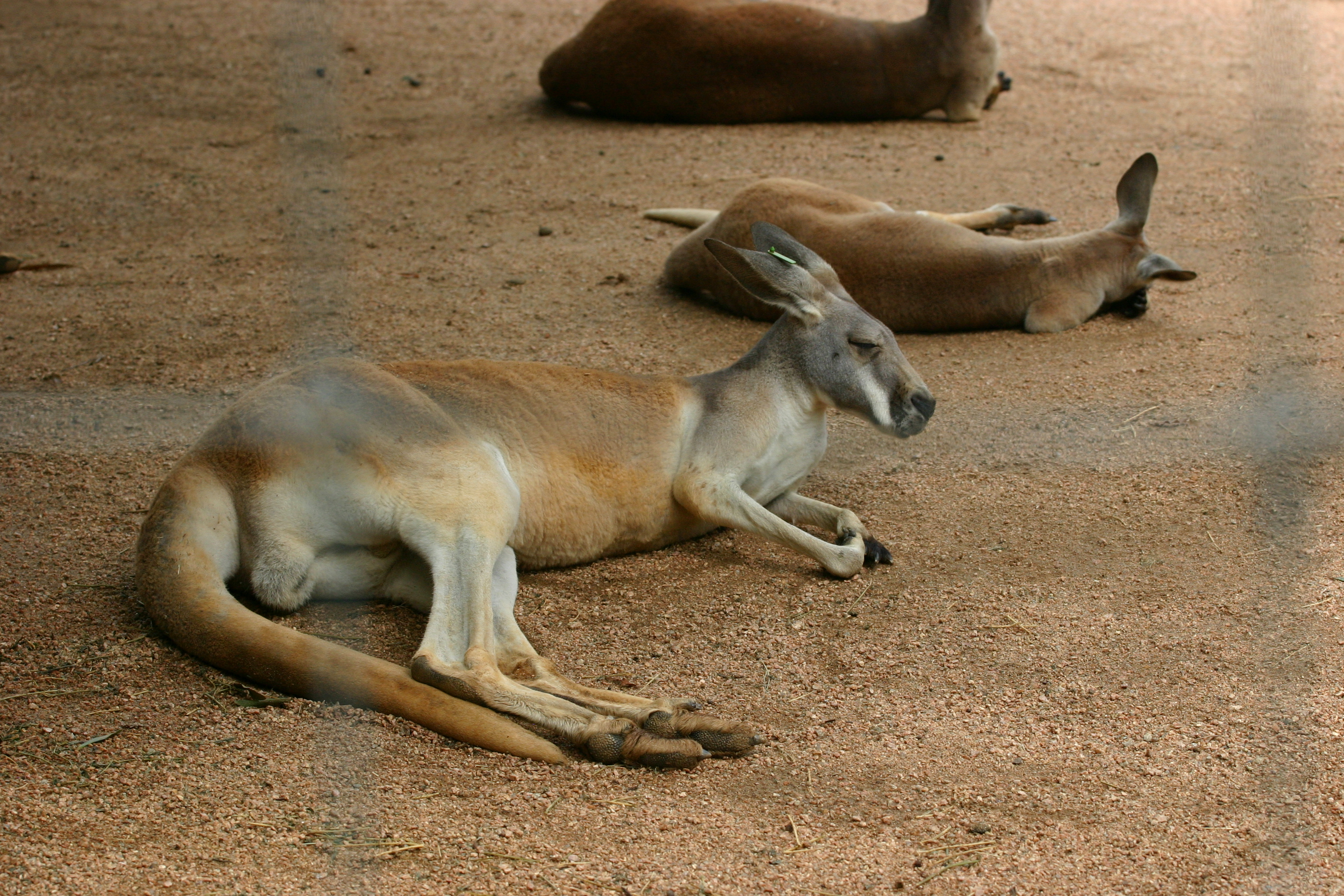
Vilande individer av röd jättekänguru

Hos röd jättekänguru finns inget särskilt utpräglat socialt beteende. Ibland syns mindre grupper med omkring tio individer som består av en hanne, flera honor och deras ungar. Under parningstiden kommer andra hannar till gruppen och strider med den befintliga hannen om honorna. Under striden slår de med sina främre extremiteter, utdelar slag med sina bakre extremiteter och biter varandra. Hos arten finns inga avgränsade revir, vid tillräcklig tillgång till föda syns ibland 1 500 individer vid samma ställe. Allmänt finns inga fasta relationer mellan de olika könen.
Dessa djur tillbringar 6 till 10 timmar av dagen med ätande. De är vanligen aktiva vid gryningen, på natten och tidigt på morgonen. Annars vilar de i skuggan av träden.
Som flera andra kängurudjur rör sig röd jättekänguru på två olika sätt. Vid långsamma rörelser går den på fyra fötter och äter med de främre extremiteterna som stöd. För snabba rörelser hoppar den på sina bakre extremiteter och använder svansen för att hålla balansen. På så sätt gör de ibland upp till 9 meter långa och 3 meter höga skutt och når en hastighet upp till 60 km/t.

### Föda
Röd jättekänguru är växtätare som huvudsakligen äter gräs. Dessutom har de blad och trädens bark som föda. Födan kräver ett bra utvecklad mag-tarmsystem och därför finns, liksom hos idisslare, en magsäck med flera avdelningar. Speciella mikroorganismer hjälper ytterligare vid ämnesomsättningen. Det förekommer till och med att de idisslar. Denna känguru behöver inte mycket vatten och tål längre tider utan att dricka.

### Fortplantning
Röd jättekänguru har liksom andra känguruer en välutvecklad pung med fyra spenar. Honor har förmåga att para sig hela året men de parar sig bara vid bra tillgång till föda. Efter dräktigheten som varar i ungefär 33 dagar föds vanligen en, och ibland två, ungar. Nyfödda ungar är bara 2,5 cm långa och 0,8 gram tunga. Bara tungan och de främre extremiteterna är vid denna tidpunkt fullständig utvecklade. Ungen kryper fram till pungen och suger sig fast vid en spene.
Hos röd jättekänguru har ägget en fördröjd utveckling. Två dagar efter födelsen parar sig honan på nytt och det nya fostret växer bara till en storlek med cirka 85 celler, medan den äldre ungen diar i pungen. När det äldre syskonet blir sju månader gammalt, eller tidigare om ungen dör, så fortsätter fostret att utvecklas. En dag efter att det äldre syskonet lämnar pungen för alltid föds en ny unge. På så sätt har honan upp till tre ungar samtidigt, en som embryo, en i och en utanför pungen. Under särskilt torra perioder blir honan ofruktbar och parar sig inte.
Ungen lämnar spenarna första gången efter cirka 70 dagar, visar sitt huvud utanför pungen efter 150 dagar, börjar tidvis lämna pungen efter 190 dagar och lämnar pungen helt efter 240 dagar. Efter detta dias ungen tills den är ett år gammal. Ungen dyker med huvudet ner i pungen för att nå spenarna. Könsmognaden infaller efter 15 till 24 månader.
Individer i fångenskap blir upp till 24 år gamla, men i naturen blir de sällan äldre än tio till tolv år.

### Naturliga fiender
Röd jättekänguru har nästan inga naturliga fiender. Blir den attackerad slår den med sina bakre extremiteter mot angriparen genom att använda svansen som stöd. Sjuka och unga individer faller ibland offer för dingon och ungdjur som just lämnad pungen dödas ibland av stora rovfåglar.

## Systematik
Röd jättekänguru är en av fjorton arter i släktet Macropus. Dess närmaste släkting finns inte bland de gråa jättekänguruer utan i ett undersläkte som kallas wallaroo.
Artepitetet i det vetenskapliga namnet är bildat av det latinska ordet rufus (röd).

## Röd jättekänguru och människor
Arten blev inte lika starkt påverkad av européernas ankomst i Australien som mindre kängurudjur. De har i stort sett samma utbredningsområde som förut med på vissa ställen blev de jagade då de ansågs som konkurrenter till får och nötkreatur. De jagas idag i viss mån för köttets skull men användningen av deras hud för läderframställning har nästan helt upphört.
Hela populationen uppskattas idag uppgå till 8–10 miljoner individer. Beståndet är stabilt men undersöks kontinuerligt då konkurrenter som får och harar ibland har snabba populationsökningar.